# 大鬼灣
大鬼灣，雅稱大貴灣，是香港長洲的一個海灣，位於島上北部，西面與大嶼山芝麻灣半島隔海相對。該海灣一帶有一條村落，原稱大鬼灣新村，因忌諱「鬼」字，後來改稱大貴新村。